# Кривов Микола Олександрович
Микола Олександрович Кривов (25 травня 1922, Гаврилково — 6 листопада 1943) — радянський військовий льотчик, Герой Радянського Союзу, в роки німецько-радянської війни заступник командира ескадрильї 61-го штурмового авіаційного полку 291-ї штурмової авіаційної дивізії 2-ї повітряної армії 1-го Українського фронту, лейтенант.

## Біографія
Народився 25 травня 1922 року в селі Гаврилково (нині Ростовського району Ярославської області) в сім'ї селянина. Росіянин. Член ВКП (б) з 1942 року. У 1936 році з батьками переїхав до Ярославля. Тут закінчив 9 класів, займався в аероклубі.
У 1940 році призваний в Червону Армію. У 1941 році закінчив військову авіаційну школу пілотів у м. Енгельс. У перші місяці німецько-радянської війни залишався в тилу, переганяв бойові машини з заводу в діючу армію. Влітку 1942 року потрапив на фронт.
Бойове хрещення отримав 11 вересня 1942 під Воронежем. У першому ж вильоті літак Кривова був підбитий, але льотчик продовжив виконання бойового завдання. Він пошкодив три зенітки, знищив дві автомашини з фашистами і вренулся на свій аеродром.
16 червня 1943 року при розвідці військ противника в районах Почаєвки, Лучки, Солом'яно-Топлимнки літак Кривова був атакований двома фашистськими винищувачами. У цьому бою льотчик-штурмовик збив ворожий винищувач. Поранений у голову, на порешеченій снарядами машині, він дотягнув до аеродрому і, приземлившись, втратив свідомість. Був нагороджений орденом Червоного Прапора.
У дні Курської битви Микола Кривов по три рази на день водив групи штурмовиків на відбивання атак фашистів. 12 липня, при поверненні з бойового завдання, група Кривова була атакована шістьма «Мессершмітт-109». Рятуючи ведених, командир відвернув весь вогонь фашистів на себе, збив ворожий винищувач. Знову був поранений у голову, але продовжував керувати боєм, довів групу до бази. За 45 бойових вильотів відважний льотчик був нагороджений другим орденом Червоного Прапора.
В боях за Дніпро здійснив 16 бойових вильотів, знищуючи живу силу і техніку ворога на правобережжі Дніпра, підтримуючи радянських воїнів, які опанували плацдармом. Тільки за один день 8 жовтня 1943 року 18 грізних штурмовиків під командуванням Миколи Кривова знищили в районі Букринського плацдарму 8 батарей польової артилерії, 21 автомашину і близько 90 фашистів.
Останній бій лейтенант Кривов провів під Києвом 6 листопада 1943 року. У цей день біля хутора Каплиця Васильківського району Київської області пара штурмовиків була атакована чотирма фашистськими винищувачами. На початку бою був підбитий напарник командира і Кривов залишився один проти чотирьох фашистів. Двох збили Кривов і його стрілець, але й сам льотчик був поранений. З останніх сил Кривов приземлив машину на фюзеляж, не долетівши до лінії фронту. Помер на руках свого стрільця Валерія Конарєва, теж пораненого в цьому бою. Вночі селяни з ближнього хутора таємно від фашистів поховали героя. Через два дні хутір був відвойований, і Миколи Кривова з військовими почестями перепоховали на центральній вулиці села Западинка
До листопада 1943 року лейтенант Кривов здійснив 92 бойових вильотів на розвідку військ і комунікацій противника, штурмовку скупчень його живої сили й бойової техніки.
Указом Президії Верховної Ради СРСР від 4 лютого 1944 року за зразкове виконання бойових завдань командування на фронті боротьби з німецько-фашистським загарбниками і проявлені при цьому мужність і героїзм лейтенантові Кривову Миколі Олександровичу посмертно присвоєно звання Героя Радянського Союзу.

Могила Миколи Кривова у Василькові

Похований у селі Западинці, нині у межах міста Василькова Київської області. На могилі встановлено пам'ятник.
Нагороджений орденом Леніна, двома орденами Червоного Прапора, орденами Вітчизняної війни 1-ї та 2-го ступенів, медалями.

## Вшанування пам'яті
Іменем Кривова названі вулиці в містах Василькові і Ярославлі. Ім'я Героя увічнене на меморіальній дошці, встановленій на будинку Ярославського аероклубу.